# Ścinawa Polska
Ścinawa Polska, německy Odersteine a do roku 1922 Polnisch Steine, a v letech 1945–1947 Wielka Ścinawa, je vesnice u města Oława ve gmině Oława v okrese Oława. Geograficky se nachází na levém břehu veletoku Odra v Dolním Slezsku v Dolnoslezském vojvodství v geomorfologickém celku Pradolina Wrocławska.

## Historie a popis
První písemná zmínka pochází z roku 1203. Po první slezské válce v roce 1742 připadla vesnice, spolu s většinou Slezska, vítěznému Pruskému království. Po druhé světové války připadla vesnice v roce 1945 Polsku a německé obyvatelstvo, pokud předtím neuteklo, bylo z velké části vyhnáno. Část nově dosídlených obyvatel tvořili vysídlenci z východního Polska. Římskokatolický kaple svatého Jana Křtitele a Andrzeje Świerada byla postaven v roce 1986. V letech 1975-1998 se obec nacházela v dnes již zaniklém Vratislavském vojvodství (Województwo Wrocławskie). V roce 1997 byla obec zaplavena stoletou povodní na řece Odře a podobně také v roce 2010.

### Vodstvo a přístav
Území vesnice protéká Psarski Potok, který je přítokem Odry. Významný pro vodní dopravu je přístav Przystań wodna Marina Oława na Odře a oderský Kanał do Śluzy.

### Sport
- Fotbalový klub LZS Ścinawa Polska

### Turistické a cyklistické trasy
Ścinawa Polska se nachází na turistické historické trase Via Régia a dálkové cyklotrase Cyklistická trasa řeky Odry.